# Redoute

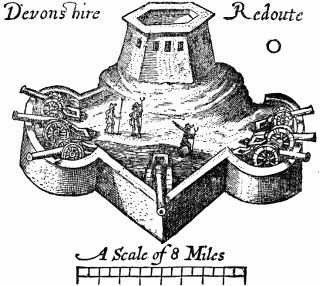
Illustratie uit 1614 van de Devonshire-redoute in Bermuda

Reconstructie van een 17e-eeuwse redoute (B) gelegen achter een redan (A).

Een redoute is een kleine geheel omsloten veldschans met alleen uitspringende en geen inspringende hoeken.

## Geschiedenis

#### Bouw en functie
Een redoute bestaat vaak uit een van aarde opgeworpen verschansing, die aan alle kanten even sterk is. Verschansingen van steen komen ook voor. Een redoute kon voor tijdelijk of permanent gebruik dienen. Het gebruik van redoutes werd populair in de 17e eeuw en de bouw ervan liep door tot in de 19e eeuw. De steile heuvel La Redoute, bekend van de beklimming in de wielerklassieker Luik-Bastenaken-Luik was de verschansing van het Oostenrijkse leger achter de rivier de Ambleve tegen de oprukkende Fransen in september 1794. Mede door het gebruik van steeds modernere wapens werd een redoute in de 20e eeuw overbodig.

#### Herkomst woord
Het woord gaat via het Italiaanse ridotta terug op het Latijnse reducta (van reducere), dat afgelegen, diep inspringend betekent. Het werkwoord reducere kan ook betekenen zich terugtrekken. In het Nederlands werd het wel verbasterd tot ronduite of ronduit, zoals in de Overijsselse buurtschap Ronduite, in de Zeeuws-Vlaamse buurtschap Ronduit, en in het Fort Ronduit,  een onderdeel van de Nieuwe Hollandse Waterlinie. Een redoute wordt ook wel kringstelling genoemd.